# Heinrich Alexander von Reibnitz
Heinrich Alexander von Reibnitz (geb. 1755 in Polnisch Kessel, Herzogtum Glogau; gest. 21. Mai 1843 in Berlin) war ein preußischer Land-, Justiz-, Kriegs- und Domänenrat.

## Herkunft

Stammwappen derer von Reibnitz

Heinrich Alexander von Reibnitz war Angehöriger des schlesischen Adelsgeschlechts Reibnitz. Er war der älteste Sohn von Johann Gottlob von Reibnitz (1724–1812), gräflich-callenbergischer Hofrichter und Hofrat zu Muskau in der Oberlausitz.

## Werdegang
Heinrich Alexander besuchte mit Unterstützung eines kursächsischen Stipendiums ab 1772 die Universität Wittenberg. Im September 1774 wechselte er an die Universität Halle für ein Studium der Jurisprudenz, wo er bis 1775 blieb. 1777 ersuchte sein Vater bei Minister von Derschau um eine Anstellung für seinen Sohn im Justizdienst Preußens. Daraufhin wurde Heinrich Alexander im Herbst 1777 aufgefordert das Erste Staatsexamen abzulegen. Nachdem er die Prüfung im Mai 1778 erfolgreich abgelegt hatte, wurde er im Juni 1778 Referendar in Glogau. Nach etwas mehr als fünf Jahren Tätigkeit als Referendar beantragte er 1783 die Zulassung zum großen Examen. Im Februar 1784 bestand er das Rigorosum, wonach er im August 1784 Assistenzrat bei der Glogauer Oberamts-Regierung wurde. Nach Vorschlag von Minister von Hoym wurde er am 12. Februar 1785 zum Land- und Justizrat im Kreis Glatz ernannt. Gleichzeitig dazu wurde er Kriegs- und Domänenrat und ständiger Deputierter in der Breslauer Kammer. Auf seinen eigenen Wunsch hin wurde er 1805 von seinem Ämtern als Land-, Kriegs- und Domänenrat verabschiedet. Die Dimission als Justizrat erfolgte 1810. Heinrich Alexander von Reibnitz starb 1843 in Berlin mit dem Titel eines Geheimen Regierungsrats.

## Familie
Heinrich Alexander von Reibnitz war mit Beate Henriette (1739–1803), geb. von Briesen, verheiratet.